# スーパーチャージ
理論物理学において、スーパーチャージ(supercharge)は、超対称性変換の生成子である。
スーパーチャージは、記号では Q で記し、ボゾンをフェルミオンへ、あるいは、逆にフェルミオンをボゾンへ変換する作用素である。スーパーチャージ作用素は、半整数のスピンを持つ粒子を、整数または 0 のスピンを持つ粒子へ変換する（あるいは、その逆に変換する）ので、スーパーチャージ自身はスピノルであり、1/2のスピンを持つ。

## 交換関係
スーパーチャージは超ポアンカレ代数(Super-Poincaré algebra)により記述される。
スーパーチャージは、ハミルトニアン作用素と可換である。すなわち、
[ Q , H ] = 0
である。